# Cambodian League 2
Die Cambodian League 2, ehemals Cambodian Second League, ist die zweithöchste Spielklasse im Männerfußball der Football Federation of Cambodia, dem nationalen Fußballverband von Kambodscha. Die Liga wurde erstmals 2016 unter dem Namen Cambodian Second League ausgetragen. 2022 wurde die Liga in Cambodian League 2 umbenannt.

## Teilnehmende Mannschaften 2023/24
| Mannschaft                     | Standort      | Stadion                    | Kapazität |
| ------------------------------ | ------------- | -------------------------- | --------- |
| Life FC Sihanoukville          | Sihanoukville | Life FC Stadium            | 3.000     |
| Ministry of Interior FA        | Takeo         | Police Academy of Cambodia |           |
| National Defense Ministry FC B | Phnom Penh    | RCAF Old Stadium           | 14.750    |
| Visakha FC B                   | Phnom Penh    | Prince Stadium             | 15.000    |
| ISI Dangkor Senchey FC B       | Phnom Penh    | AIA Stadium KMH PARK       | 3.000     |
| Siem Reap Province FC          | Siem Reap     | Svay Thom Stadium          | 3000      |
| Bati Youth Football Academy    | Phnom Penh    | Bati Academy               | N/A       |

## Meisterhistorie
| Saison                  | Meister                     | 2. Platz                         | 3. Platz                           | 4. Platz                |
| Cambodian Second League | Cambodian Second League     | Cambodian Second League          | Cambodian Second League            | Cambodian Second League |
| ----------------------- | --------------------------- | -------------------------------- | ---------------------------------- | ----------------------- |
| 2016                    | Kirivong Sok Sen Chey       | Electricite du Cambodge          | FFC Academy                        | Soltilo Angkor          |
| 2017                    | Visakha FC                  | Bati Youth Football Academy      | National Defense Ministry FC Youth | Soltilo Angkor          |
| 2018                    | Keine Austragung            | Keine Austragung                 | Keine Austragung                   | Keine Austragung        |
| 2019                    | Keine Austragung            | Keine Austragung                 | Keine Austragung                   | Keine Austragung        |
| 2020                    | Prey Veng FC                | National Defense Ministry FC U21 | Phnom Penh Crown U21               | ISI Dangkor Senchey FC  |
| 2021                    | Bati Youth Football Academy | ISI Dangkor Senchey FC           | Tboung Khmum FC                    | Siem Reap Province FC   |
| Cambodian League 2      |                             |                                  |                                    |                         |
| 2022                    | Electricite du Cambodge     | ISI Dangkor Senchey FC           | National Police Commissary FC      | Koh Kong FC             |
| 2023/24                 | Life FC Sihanoukville       | Ministry of Interior FA          | National Defense Ministry FC B     | Visakha FC B            |
| 2024/25                 | Keine Austragung            | Keine Austragung                 | Keine Austragung                   | Keine Austragung        |

## Rangliste
| Verein                      | Anzahl | Saison  |
| --------------------------- | ------ | ------- |
| Kirivong Sok Sen Chey       | 1      | 2016    |
| Visakha FC                  | 1      | 2017    |
| Prey Veng FC                | 1      | 2020    |
| Bati Youth Football Academy | 1      | 2021    |
| Electricite du Cambodge     | 1      | 2022    |
| Life FC Sihanoukville       | 1      | 2023/24 |